# Daihatsu Move
Der Daihatsu Move ist ein vom japanischen Automobilhersteller Daihatsu produzierter Microvan, der auf dem Daihatsu Cuore basiert. Das von Giorgio Giugiaro entworfene Auto kombiniert das Raumkonzept eines Vans mit den geringen Außenmaßen von Kei-Car-Kleinstwagen.

## Modellgeschichte

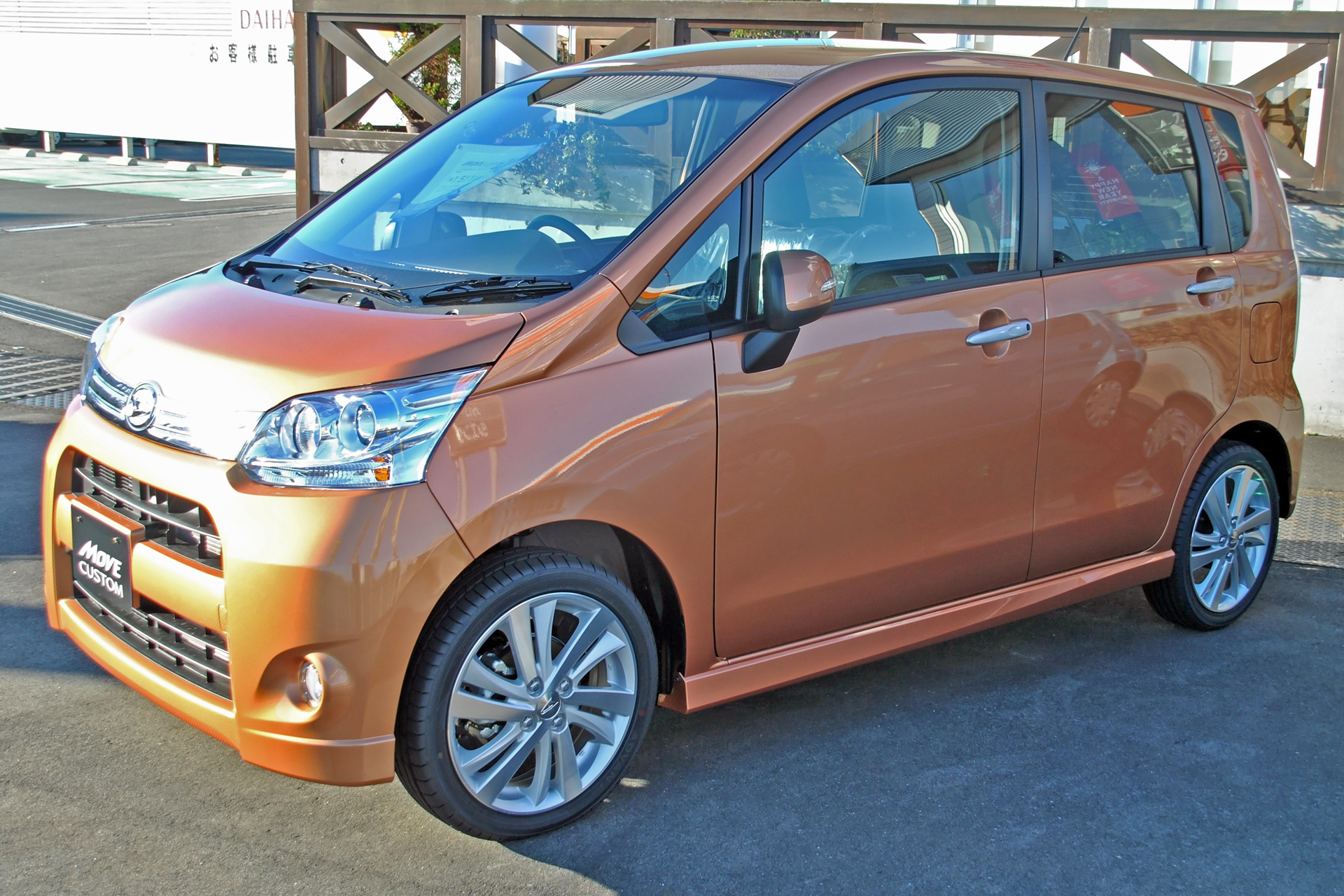
Daihatsu Move (5. Generation)

Der Move wird in Japan seit August 1995 angeboten und wurde dort mit 500.000 innerhalb der ersten drei Jahre verkauften Exemplaren zu einem großen Erfolg. Dies war vor allem darauf zurückzuführen, dass für die Zulassung des Move im Großraum Tokio aufgrund seiner geringen Länge (anders als für größere Autos) kein Stellplatz nachgewiesen werden musste.
Im Mai 1997 kam der Move als erster Microvan überhaupt auf den deutschen Markt. Die Modelle der ersten Generation (L600) waren 3,31 m lang, 1,70 m hoch und nur 1,40 m breit und wurden von einem 847 cm³ großen und 42 PS starken Dreizylindermotor angetrieben. Ungewöhnlich ist, dass der Move mit vier in der Länge verschiebbaren und frei verstellbaren Einzelsitzen ausgestattet ist und über eine seitlich öffnende Hecktür verfügt. Die zweite Generation führte Daihatsu 1998 ein, welche auf 3,41 m gewachsen war und über ein 55 PS (989-cm³) starken Motor verfügte.
Im Jahr 2002 kam in Japan die 3. Generation des Daihatsu Move (L150/L160) auf den Markt. In Deutschland wurde dieses Modell nicht mehr angeboten. Auch das im Oktober 2006 vorgestellte aktuelle Modell wird nicht nach Europa exportiert.

## Varianten
In Japan wird der Daihatsu Move neben der Grundversion auch mit veränderter Front als „Move Custom“ angeboten.
Basierend auf dem Move gibt es noch die Varianten „Move Latte“ (2004 bis 2009) und „Move Conte“ (seit 2008) mit komplett eigenständigem Design.

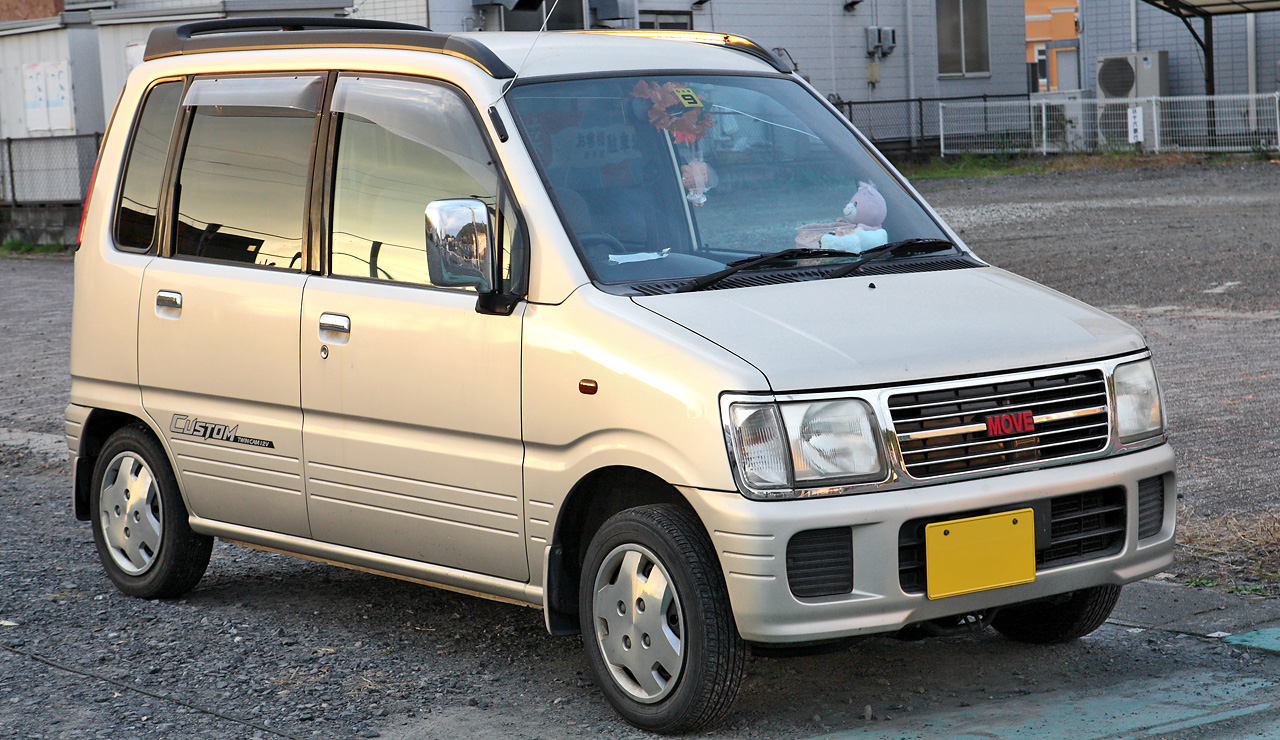
Move Custom (1. Generation)
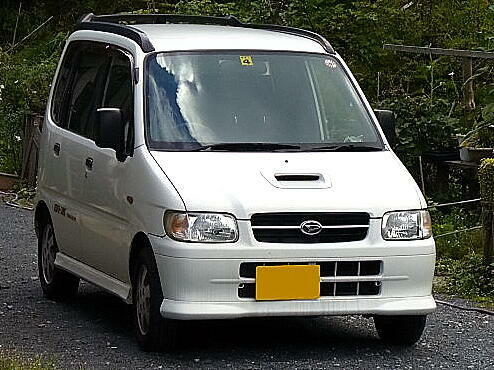
Move (2. Generation)
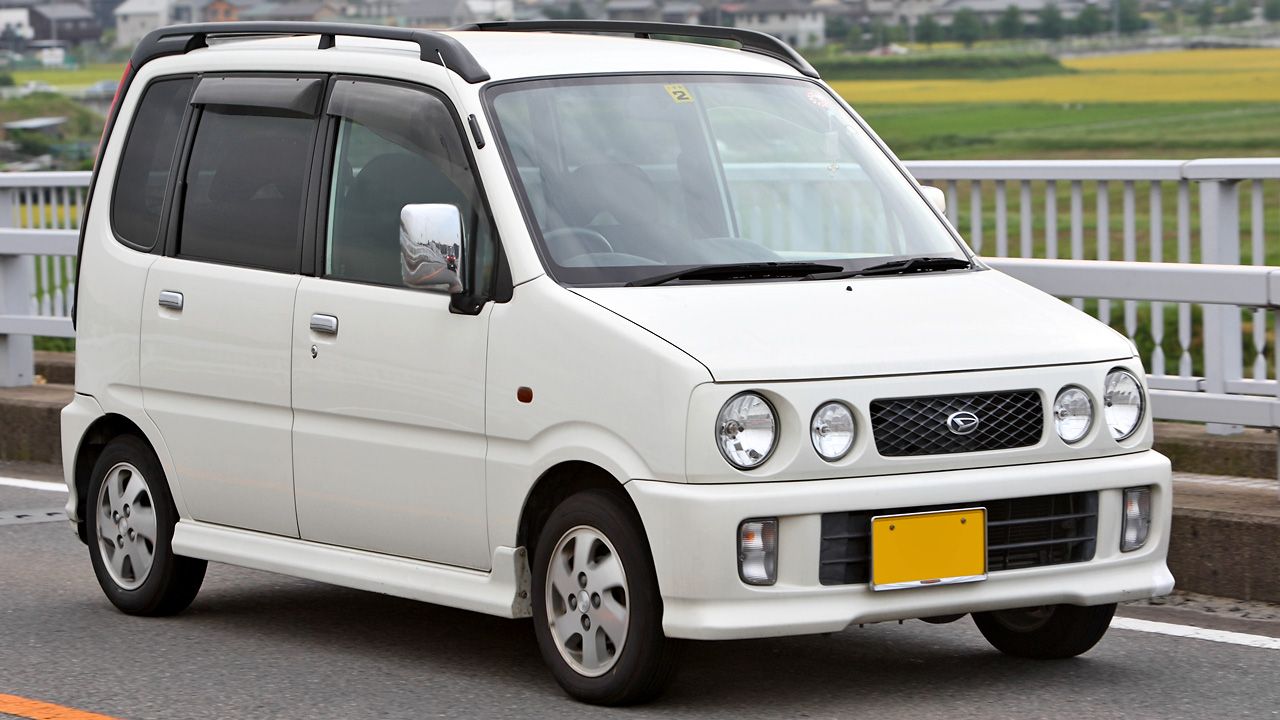
Move Custom (2. Generation)
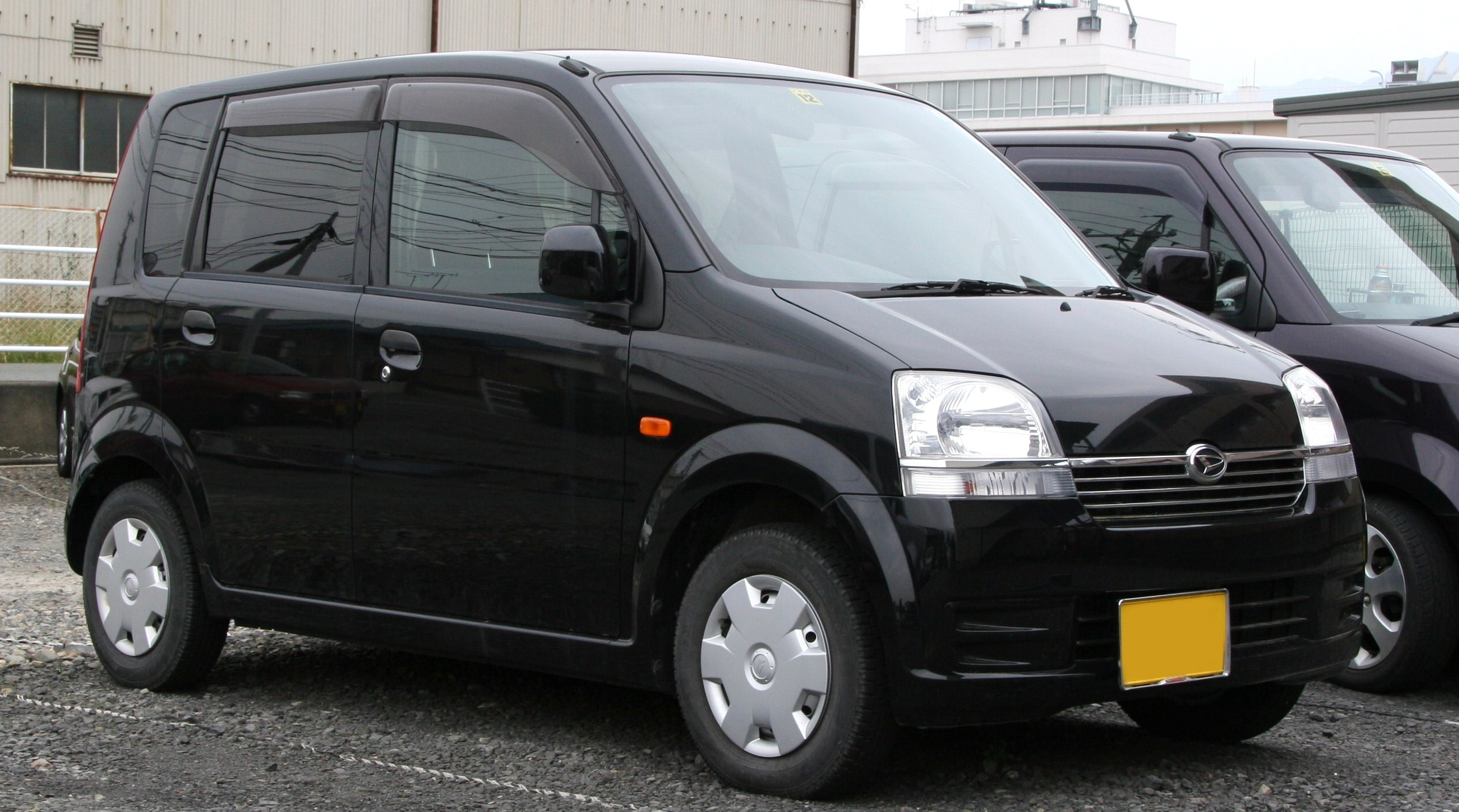
Move (3. Generation)
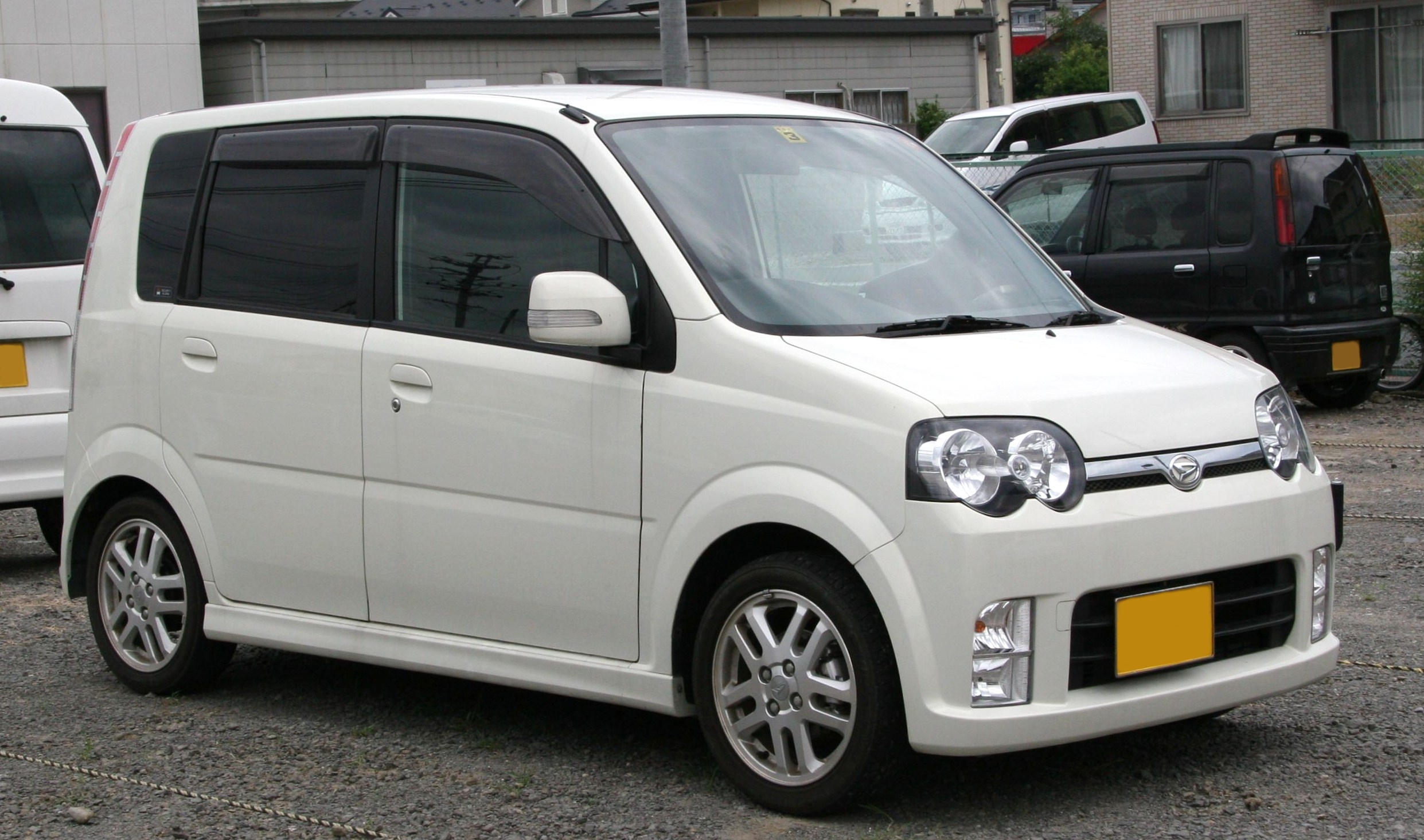
Move Custom (3. Generation)
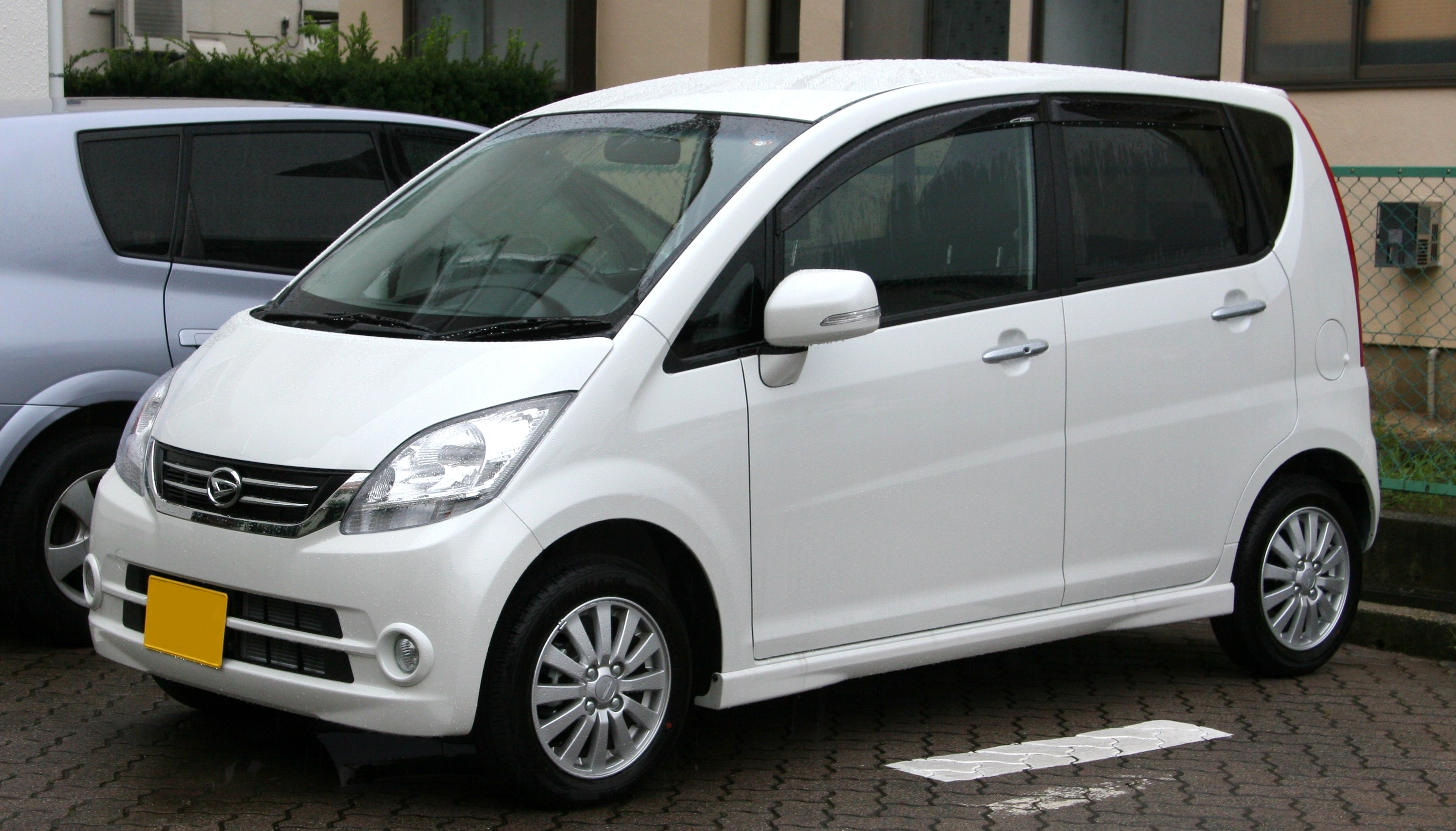
Move (4. Generation)
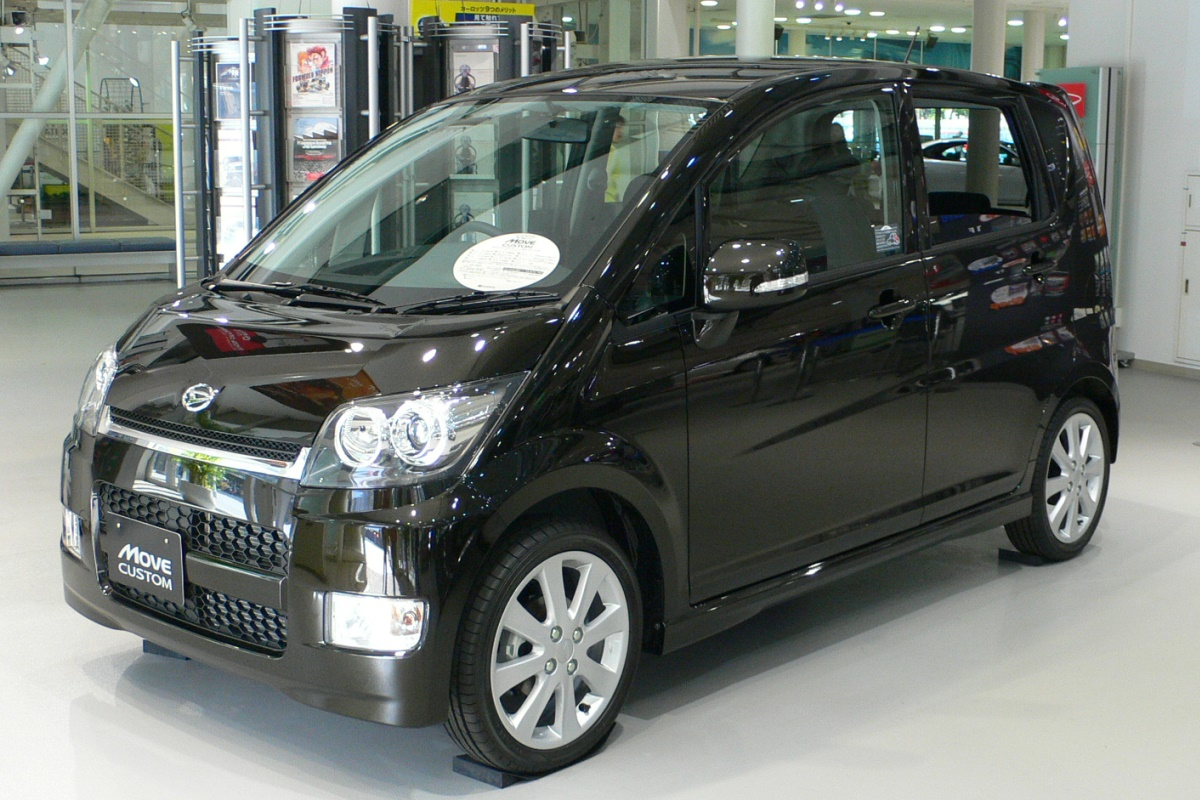
Move Custom (4. Generation)
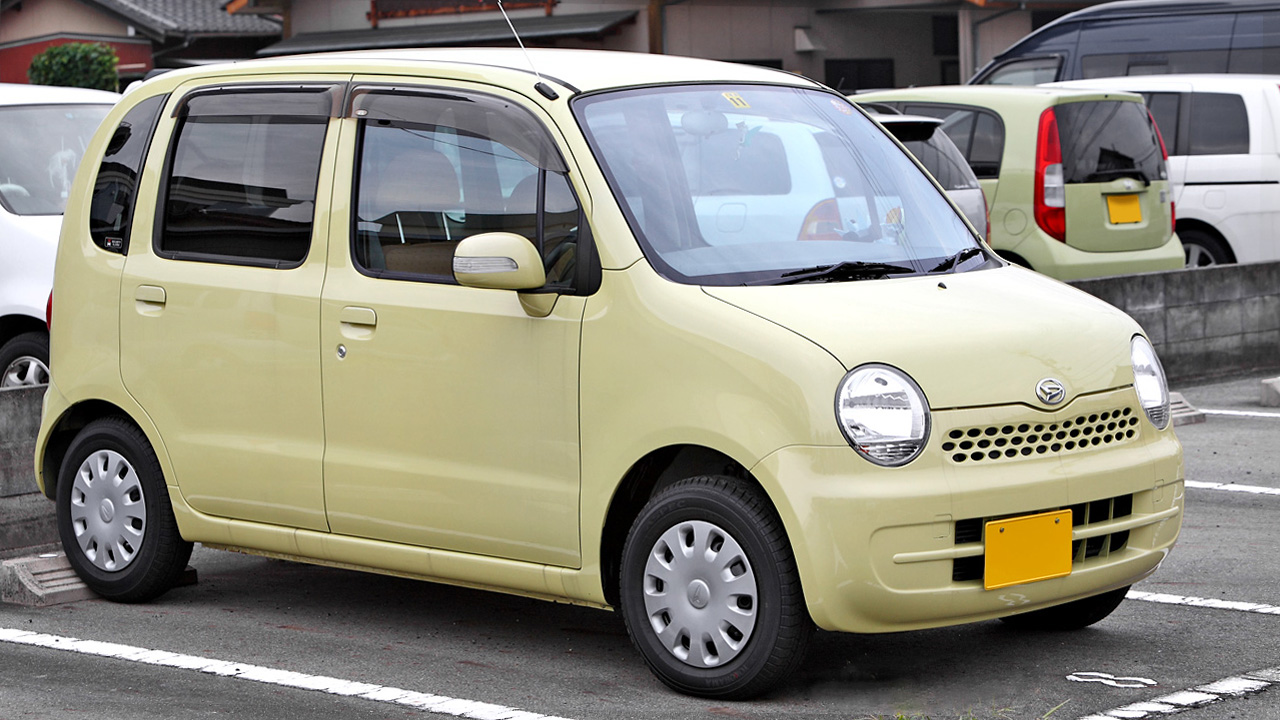
Move Latte
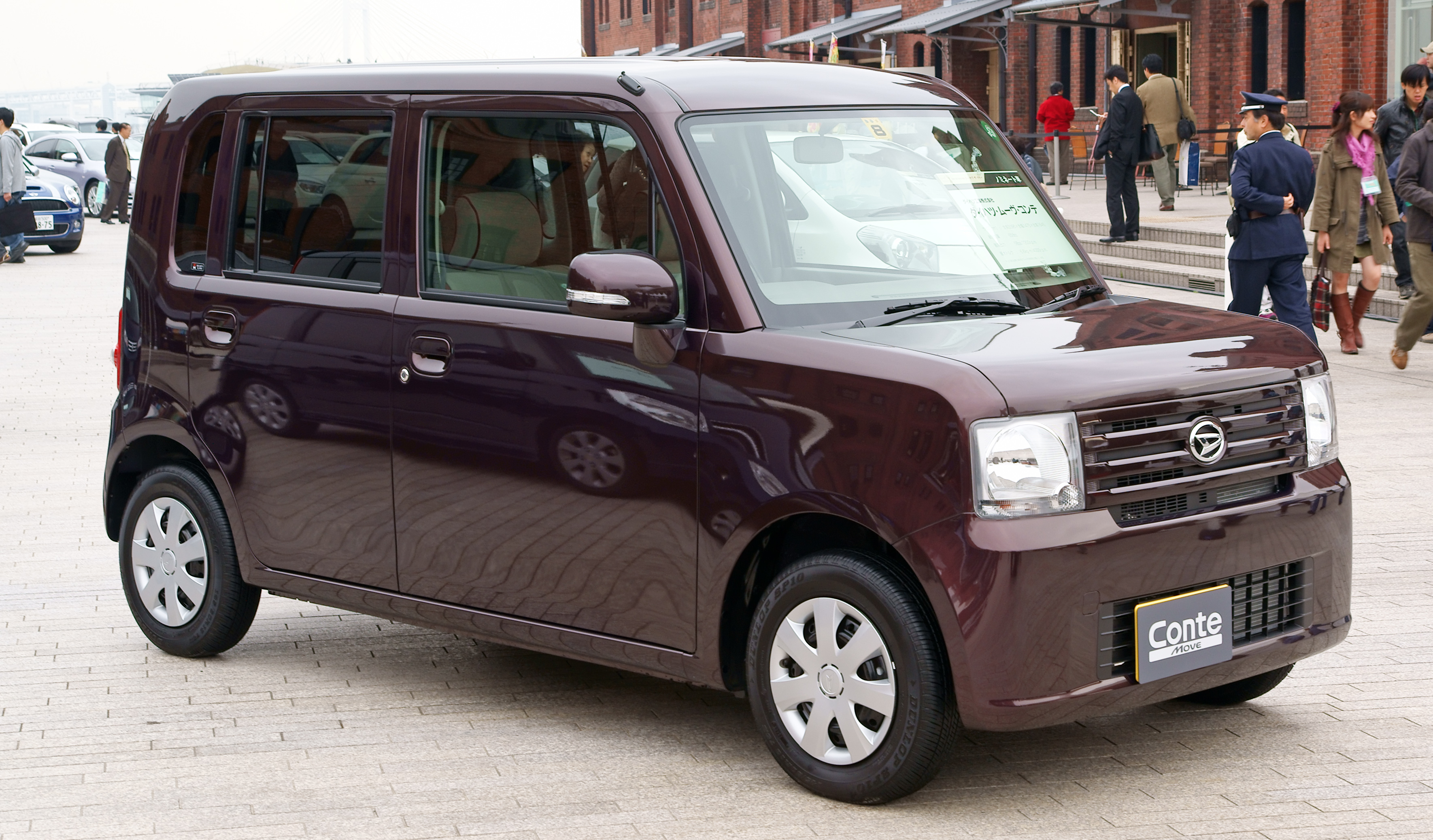
Move Conte

In Malaysia wurde 2000 bis 2009 vom Hersteller Perodua ein Nachbau des Move als Perodua Kenari produziert.
In der VR China stellt Tianjin Xiali, ein Joint Venture von China FAW Group und Toyota, Varianten des Move und ein auf dem Daihatsu Move basierendes Elektroauto unter dem Modellnamen Miles ZX40 her.

## Technische Daten (4. Generation)
| Modell                 | Move                                                                       | Move Custom                                                                | Move Custom Turbo                                                          | Move Latte                                                                 | Move Latte Turbo                                                           |
| ---------------------- | -------------------------------------------------------------------------- | -------------------------------------------------------------------------- | -------------------------------------------------------------------------- | -------------------------------------------------------------------------- | -------------------------------------------------------------------------- |
| Typ1)                  | 2WD: DBA-L175S                                                             | 2WD: DBA-L175S                                                             | 2WD: CBA-L175S                                                             | 2WD L: DBA-L550S 2WD VS: CBA-L550S                                         | 2WD: CBA-L550S                                                             |
| Typ1)                  | 4WD: DBA-L185S                                                             | 4WD: DBA-L185S                                                             | 2WD: CBA-L185S                                                             | 4WD: CBA-L560S                                                             | 4WD: CBA-L560S                                                             |
| Modelljahr             | 2008                                                                       | 2008                                                                       | 2008                                                                       | 2008                                                                       | 2008                                                                       |
| Motor                  | 3 Zylinder 4 Takt Otto DOHC Reihenmotor mit 12 Ventilen                    | 3 Zylinder 4 Takt Otto DOHC Reihenmotor mit 12 Ventilen                    | 3 Zylinder 4 Takt Otto DOHC Reihenmotor mit 12 Ventilen                    | 3 Zylinder 4 Takt Otto DOHC Reihenmotor mit 12 Ventilen                    | 3 Zylinder 4 Takt Otto DOHC Reihenmotor mit 12 Ventilen                    |
| Motor                  | Bohrung 63 × Hub 70,4 mm Hubraum 658 cm³                                   | Bohrung 63 × Hub 70,4 mm Hubraum 658 cm³                                   | Bohrung 63 × Hub 70,4 mm Hubraum 658 cm³                                   | Bohrung 68 × Hub 60,5 mm Hubraum 659 cm³                                   | Bohrung 68 × Hub 60,5 mm Hubraum 659 cm³                                   |
| Motor                  | Verdichtung 10,8:1                                                         | Verdichtung 10,8:1                                                         | Verdichtung 9:1 Abgasturbolader Ladeluftkühler                             | Verdichtung 10,5:1                                                         | Verdichtung 8,5:1 Abgasturbolader Ladeluftkühler                           |
| Motor                  | Leistung 43 kW (58 PS) bei 7200 min−1 Drehmoment 65 Nm bei 4000 min−1      | Leistung 43 kW (58 PS) bei 7200 min−1 Drehmoment 65 Nm bei 4000 min−1      | Leistung 47 kW (64 PS) bei 6000 min−1 Drehmoment 103 Nm bei 3000 min−1     | Leistung 43 kW (58 PS) bei 7600 min−1 Drehmoment 64 Nm bei 4000 min−1      | Leistung 47 kW (64 PS) bei 6400 min−1 Drehmoment 103 Nm bei 3200 min−1     |
| Antrieb                | auf die Vorderräder oder permanent auf alle Räder (je nach Modellvariante) | auf die Vorderräder oder permanent auf alle Räder (je nach Modellvariante) | auf die Vorderräder oder permanent auf alle Räder (je nach Modellvariante) | auf die Vorderräder oder permanent auf alle Räder (je nach Modellvariante) | auf die Vorderräder oder permanent auf alle Räder (je nach Modellvariante) |
| Antrieb                | 4 Gang automatisch, stufenlos (CVT), 5 Gang manuell (je nach Modellvar.)   | 4 Gang automatisch, stufenlos (CVT) (je nach Modellvariante)               | 4 Gang automatisch, stufenlos (CVT) (je nach Modellvariante)               | 4 Gang automatisch                                                         | 4 Gang automatisch                                                         |
| Modell                 | Move                                                                       | Move Custom                                                                | Move Custom Turbo                                                          | Move Latte                                                                 | Move Latte Turbo                                                           |
| Maße                   | Länge × Breite × Höhe 3395 × 1475 × 1630 mm                                | Länge × Breite × Höhe 3395 × 1475 × 1630 mm                                | Länge × Breite × Höhe 3395 × 1475 × 1615 mm                                | Länge × Breite × Höhe 3395 × 1475 × 1630 mm                                | Länge × Breite × Höhe 3395 × 1475 × 1630 mm                                |
| Maße                   | Radstand 2490 mm                                                           | Radstand 2490 mm                                                           | Radstand 2490 mm                                                           | Radstand 2390 mm                                                           | Radstand 2390 mm                                                           |
| Maße                   | Spurweite vorn 1300 bis 1310 mm (je nach Modellvariante)                   |                                                                            |                                                                            |                                                                            |                                                                            |
| Maße                   | Spurweite hinten 1265 bis 1305 mm (je nach Modellvariante)                 | Spurweite hinten 1265 bis 1305 mm (je nach Modellvariante)                 | Spurweite hinten 1265 bis 1305 mm (je nach Modellvariante)                 | Spurweite hinten 1290 bis 1300 mm (je nach Modellvariante)                 | Spurweite hinten 1290 bis 1300 mm (je nach Modellvariante)                 |
| Maße                   | Wendekreis 8,4 – 9 m (je nach Modellvar.)                                  | Wendekreis 9 m                                                             | Wendekreis 9,4 m                                                           | Wendekreis 8,4 – 8,8 m (je nach Modellvar.)                                | Wendekreis 9,2 m                                                           |
| Gewicht (leer)         | 810 bis 880 kg (je nach Modellvar.)                                        | 820 bis 890 kg (je nach Modellvar.)                                        | 850 bis 930 kg (je nach Modellvar.)                                        | 820 bis 840 kg (je nach Modellvar.)                                        | 870 kg                                                                     |
| Bereifung              | 145/80 R13 75S 155/65 R14 75S (je nach Modellvar.)                         | 155/65 R14 75S                                                             | 165/55 R15 75V 165/50 R16 75V (je nach Modellvar.)                         | 145/80 R13 75S 155/65 R14 75S (je nach Modellvar.)                         | 165/55 R15 75V                                                             |
| Verbrauch (Norm Japan) | 19,8 bis 23,5 km/l (5,05 bis 4,25 l/100 km) (je nach Modellvar.)           | 19,8 bis 23 km/l (5,05 bis 4,35 l/100 km) (je nach Modellvar.)             | 18 bis 21,5 km/l (5,56 bis 4,65 l/100 km) (je nach Modellvar.)             | 18,2 bis 19,4 km/l (5,49 bis 5,15 l/100 km) (je nach Modellvar.)           | 18 bis 18,6 km/l (5,56 bis 5,38 l/100 km) (je nach Modellvar.)             |
| Modell                 | Move                                                                       | Move Custom                                                                | Move Custom Turbo                                                          | Move Latte                                                                 | Move Latte Turbo                                                           |

Legende:
1) 2WD: Antrieb auf die Vorderräder; 4WD: Allradantrieb; L und VS sind Ausstattungsvarianten
Die Modelle Move und Move Custom unterscheiden sich vom Move Latte im Wesentlichen durch ihre Form und einige technische Merkmale wie Motor und Radstand. Außerdem ist der Move Latte mit einer Heckklappe ausgestattet, während die Modelle Move und Move Custom über eine rechts angeschlagene Hecktür verfügen.

## Zulassungszahlen in Deutschland
Die aufgeführten Zulassungszahlen in der Bundesrepublik Deutschland können erst seit 1999 je Modellreihe angegeben werden, sodass sie nicht vollständig abgebildet werden können. Bis 2001 unterscheidet das Kraftfahrt-Bundesamt nicht nach der Motorisierungsart. Da der Daihatsu Move jedoch ausschließlich mit Ottomotoren angeboten wurde, lassen sich diese Zahlen zusammenfassen. Seit 1999 bis einschließlich Dezember 2003 wurden insgesamt 5.156 Daihatsu Move neu zugelassen. Mit 1.870 Einheiten war 1999 das erfolgreichste Verkaufsjahr.
|  |

|  |

|  |

|  |

|  |

|  |

|  |

|  |

|  |

|  |

|  |

|  |

|  |

|  |

|  |

|  |

|  |

|  |

|  |

|  |

|  |

|  |

|  |

|  |

|  |

|  |

|  |

|  |

|  |

|  |

|  |

|  |

|  |

|  |

|  |

|  |

|  |

|  |

|  |

|  |

|  |

|  |

|  |

|  |

|  |

|  |

|  |

|  |

|  |

|  |

|  |

|  |

|  |

|  |

|  |

|  |

|  |

|  |

|  |

|  |

|  |

|  |

|  |

|  |

|  |

|  |

|  |

|  |

|  |

|  |

|  |

|  |

|  |

|  |

|  |

|  |

|  |

|  |

|  |

|  |

|  | Benziner (5.156) |

|  | Benziner (5.156) |